# Heartbreaker (chanson de Mariah Carey)
Pour les articles homonymes, voir Heartbreaker.
Singles par Mariah Carey
I Still Believe
(1999) Thank God I Found You
(2000)
Singles par Jay-Z
Girl's Best Friend
(1999) Nigga What, Nigga Two
(1999)
Heartbreaker est une chanson de l'artiste américaine Mariah Carey. Elle sort le 21 septembre 1999 sous le label Columbia Records et est le premier single du septième album studio de Carey, Rainbow (1999). La chanson est écrite par Carey et Jay-Z puis produite par la chanteuse et DJ Clue. Elle échantillonne Attack of the Name Game de Stacy Lattisaw et les auteurs ont les droits d'auteur sur cette chanson. Heatbreaker pousse Carey dans un marché plus R'n'B et hip-hop, devenant son premier single en tant qu'artiste hip-hop. La chanson parle d'une relation d'un point de vue féminin, et explique comment elle revient incessamment vers son amoureux alors qu'il continue à la tromper et à lui briser le cœur.
La chanson reçoit des critiques mitigées, critiques qui trouvent qu'elle n'est pas originale ou pas innovante en termes de créativité. De plus, elle est fortement comparée à Fantasy (1995) qui est aussi construite autour d'un échantillonnage. Heartbreaker connaît un fort succès mondial, en étant numéro un au Canada et aux États-Unis, où elle est le quatorzième. À travers l'Europe et l'Océanie, elle est numéro un en Espagne et en Nouvelle-Zélande et atteint le top 5 en France et au Royaume-Uni.
Carey interprète Heartbreaker à la télévision et à différentes cérémonies à travers le monde. Elle interprète Heartbreaker lors des MTV Europe Music Awards qui se tiennent le 11 novembre 1999 à Dublin en Irlande. De plus, elle la reprend lors du The Oprah Winfrey Show, Top of the Pops et The Today Show. Elle fait également partie de plusieurs tournées de la chanteuse comme le Rainbow World Tour et est incluse dans la compilation Greatest Hits (2001).
Le clip, réalisé par Brett Ratner, devient un « favori chez les fans » selon MTV News. De plus, il devient l'un des clips les plus coûteux avec 2,5 millions de dollars. Il montre Carey et ses amies qui vont au cinéma et voient le petit ami de Carey (joué par Jerry O'Connell) avec une autre femme. Carey joue deux personnages, la « vilaine » brune nommée Bianca et elle-même. La vidéo s'inspire de plusieurs films comme Grease et Opération Dragon.
La version r&b remix en featuring Da Brat et Missy Elliott, est également considéré comme un remix culte au niveau mondial et un des meilleurs remixes urbains de tous les temps,,,,.

## Genèse
Dans les années 1990, Carey a enregistré plusieurs albums influencés par la musique pop, le R'n'B et l'adulte contemporain. Cela est dû au fait que son mari, Tommy Mottola, contrôle chaque aspect de sa carrière et de la musique qu'elle enregistre. Daydream, le cinquième album studio de la chanteuse, est le premier où elle prend l'initiative de choisir la musique qu'elle veut faire. Pour le premier single, Fantasy, elle enregistre un remix avec Ol' Dirty Bastard (O.D.B.). L'équipe de Columbia craint beaucoup avec ce remix et la transition vers le hip-hop qui pourrait dénaturer l'image de Carey et « briser la formule ». Cependant, le remix a du succès parmi les critiques et est l'une des chansons pionnières qui fusionnent R'n'B et hip-hop. Après son divorce, Carey commence à avoir plus de contrôle sur son style musical et sa créativité, poussant son travail futur vers le hip-hop ; le style musical auquel elle se sent connectée. Butterfly est celui qui se rapproche le plus de ce style car Carey engage de jeunes producteurs et auteurs.
Après le succès de l'album et à la suite de la sortie de sa première compilation #1's, Carey commence à travailler sur son septième album studio, Rainbow (1999). Son but est de continuer la même vision qu'elle a commencé avec Butterfly, produisant une combinaison entre les ballades et pistes hip-hop. De plus, Heartbreaker est le premier single de la carrière de Carey où une star hip-hop apparaît dans un premier single après O.D.B. sur le remix de Fantasy en 1995. Revenue de son voyage de trois mois à Capri pour enregistrer l'album, Carey veut plus de temps pour pouvoir perfectionner son premier single. Au début, elle devait faire partie de la bande originale du film Glitter mais à cause du délai, elle est ajoutée à Rainbow. Avant de la faire diffuser, Carey en parle lors d'une interview : « C'est dans le style classique de mes tubes Fantasy et Dreamlover [...] Mais c'est sorte de fun a une nouvelle limite, je pense, et Jay-Z l'a mis à un autre niveau. Et DJ Clue l'a rendu vraiment fun ».

## Enregistrement et paroles
Au milieu de la production de Rainbow durant l'été 1999, Carey développe quelques idées, paroles et mélodies pour un single sans nom. Après avoir écrit les paroles et composé la mélodie principale, DJ Clue, un des premiers producteurs du projet, convainc Carey d'échantillonner la chanson Attack of the Name Game de Stacy Lattisaw Convaincue, elle incorpore la mélodie et les paroles dans l'échantillon et commence à enregistrer la chanson. Cependant, après avoir terminé Heartbreaker, elle pense qu'elle a besoin d'une voix masculine pour la transformer en artiste hip-hop. Elle commence à collaborer avec Jay-Z en ré-arrangeant la chanson par un nouveau couplet. Jay-Z l'écrit lui-même entièrement et l'aide à produire quelques instruments. Dans une interview avec Fred Bronson, Carey parle de sa collaboration avec Jay-Z :

« C'est drôle de trouver quelqu'un qui se rapproche de vous et que vous respectez. Jay-Z est quelqu'un que j'admire en tant qu'auteur et artiste. Nous étions assis en studio et il peut sortir une rime qui peut être incroyable quand elle sort de sa tête. Il n'a pas besoin de stylo ou de papier. J'assimile cela à un chanteur qui relève le micro, fait des riffs et improvise une chanson qui vous transporte totalement dans un nouvel endroit. »

À côté du travail qu'elle a réalisé avec DJ Clue et Jay-Z, son ami et choriste Trey Lorenz vient lui aussi participer à la production. Il fait les chœurs et prend part au développement de Rainbow. Quand elle est interviewée par Bronson, Carey parle beaucoup de Lorenz : « C'est un auteur et chanteur remarquable, il est tellement influencé par la vieille école, il est très présent. Il me connaissait déjà avant mon premier album et c'est un grand ami loyal ». À part l'utilisation d'un échantillon et du couplet de Jay-Z, Heartbreaker contient des paroles sur l'émancipation des femmes que Carey a écrites comme un hymne car elle a connu la même situation dans le passé. Elle parle de l'inspiration et des paroles :

« Elle vient du point de vue des filles qui reviennent vers le même mec et qui sont incapables de se sauver elles-mêmes. Elles savent qu'elles ont sans cesse le cœur brisé et la situation ne change pas ou ne s'améliore pas pour elles tant qu'elles restent avec leur mec. J'étais une de ces filles, donc je connais un tas de choses là-dessus et elles ont besoin de garder du courage et de tourner la page. »

## Structure musicale
Heartbreaker est une chanson dance qui incorpore des éléments hip-hop et R&B,. Selon la partition publiée par Musicnotes.com, la chanson est composée dans la tonalité de Ré majeur, a une mesure 4/4 et un tempo de 92 pulsations par minute. Sa progression d'accords est Ré, Sim, Ré. La gamme vocale de Carey s'étend des notes Sol5 à La3. La chanson a un « rythme passe-partout » au-dessus duquel Carey chante avec une voix déclarative, soyeuse et nasale. Les couplets sont mélismatiques, il y a plusieurs notes dans un mot ou une syllabe et des transitions rapides sans heurt. Carey commence le second couplet par « Its a shame to be » puis termine en chuchotant « so euphoric and weak ».
À part les chœurs de Lorenz et d'autres femmes, Carey enregistre aussi avec une voix plus grave pour donner l'impression d'une « voie doublée ». Heartbreaker échantillonne Attack of the Name Game de Stacy Lattisaw. Le crochet de la chanson est reprise et incorporée dans la mélodie de Heartbreaker qui reprend également l'instrumentation. Les paroles sont construites selon la forme couplet-pré-refrain-refrain. Carey commence avec la phrase « Gimme your love, gimme your love » qu'elle répète huit fois. Caarey répète quatre fois le refrain et termine avec « Gimme your love, gimme your love ». Chuck Taylor de Billboard décrit son instrumentation comme un « coup de guitare persistant » et écrit : « Il y a un refrain reconnaissable, et une ressemblance entre les couplets, mais rien d'autre, cette ressemble à un méli-mélo dans l'introduction, des harmonies répétitives de Carey, et dans ce cas, ela sonne plus comme une compétition qu'un compliment ».

## Remix
Le remix principal, intitulé Desert Storm Remix, met en vedette Da Brat et Missy Elliott. C'est la première fois qu'un remix de Carey est produit par DJ Clue de Desert Storm Records qui fait l'introduction du remix. Le remix et le couplet de Da Brat échantillonent Snoop Dogg dans Ain't No Fun (If the Homies Can't Have None). Dans une interview avec MTV, Carey parle du remix avant sa sortie officielle en août 1999 : « Et puis le remix. Je suis excitée par ce remix. Il ira sur l'album et montre Missy Elliott et Da Brat, et c'est comme un disque de girl power, et il vient de la mélodie de Ain't No Fun. Ils ne sont pas prêts pour cela ». Un autre clip a été réalisé pour le remix, filmé en noir et blanc avec l'apparition de Snoop Dogg. Le Desert Storm Remix a reçu des avis mitigés de la part des critiques musicaux. Stephen Thomas Erlewine choisit la chanson comme l'une des trois meilleures de Rainbow avec l'originale. Danyel Smith d'Entertainment Weekly le considère comme une « erreur de calcul exagérée » et écrit « les mauvaises politiques sexuelles de Da Brat et Missy Elliott rabaisse le remix fatigué de Heartbreaker ». Larry Flick de Billboard trouve le remix « musclé » et écrit « Missy Elliott et Da Brat lacent les rimes dans la piste, qui est améliorée par l'échantillon de Ain't No Fun (If The Homies Can't Have None) ».

## Accueil

### Critique
Heartbreaker reçoit des avis mitigés de la part des critiques musicaux, certains le comparent fortement avec ses singles précédents. Dara Cook de MTV la considère comme une « chansonnette désinvolte » et écrit : « Mariah exsude autant de sentiments que du bois flotté ». Cook continue sur la production de la chanson en écrivant : « En le texturant dans la chanson, les producteurs Jimmy Jam et Terry Lewis ont finalement trouvé le moment (autre qu'une chanson de clôture) pour le cri de la plus haute octave de Mariah ». Stephen Thomas Erlwine de AllMusic nomme Heartbreaker comme l'une des trois meilleures chansons de l'album. Danyel Smith d'Entertainment Weekly considère la chanson comme une « confection délicieuse » et écrit : « Elle utilise vivement le rap drôle de Jay-Z sur une petite amie impolie comme un contrepoint tarte de ses tons crémeux », cependant, il estime que c'est une version recyclée de Dreamlover (1993) et Fantasy (1995). Elysa Gardner de Los Angeles Times trouve la chanson « désinvolte » et remarque que Carey « apporte la lumière, une touche sensuelle à Heartbreaker ». De plus, elle complimente les couplets « narquois » de Jay-Z. Arion Berger de Rolling Stone la trouve « nasale, soyeuse et déclarative » avec un « rythme filtre ». De plus, Berger la compare avec Fantasy pour l'usage similaire d'un échantillon. Tom Sinclair d'Entertainment Weekly donne la note F. Il la considère comme le « remaniement » de Fantasy et écrit « Quelle artiste digne se donnerait la peine de recycler le Genius of Love (en) de Tom Tom Club pour la seconde fois en quatre ans ? La pop se mange elle-même, mais cette sorte d'auto-cannibalisation devrait être illégal ». Chuck Taylor de Billboard donne un avis mitigé à la chanson et écrit : « Oui, c'est un hit, et sa voix est fine, mais Heartbreaker est une déception en comparaison avec ce qu'elle est capable de faire ».

### Commercial
Aux États-Unis, Heartbreaker sort le 21 septembre 1999,. La chanson devient le quatorzième numéro un de la chanteuse aux États-Unis et reste deux semaines en tête du Billboard Hot 100,. Elle reste la femme avec le plus de numéros un dans le pays. Les seuls artistes qui en ont plus sont Elvis Presley avec 17 et les Beatles avec vingt. La chanson est certifiée disque d'or par la Recording Industry Association of America (RIAA) pour la vente de 500 000 exemplaires. Heartbreaker termine à la 35e place du classement annuel de Billboard. Au Canada, la chanson arrive en première position et devient le dixième numéro un de Carey. En Australie, la chanson débute à la onzième place le 10 octobre 1999. Elle atteint la dixième place un mois plus tard et reste dans le classement pendant 17 semaines. Heartbreaker est certifiée disque de platine par l'Australian Recording Industry Association (ARIA) pour la vente de 70 000 exemplaires à travers le pays. En Nouvelle-Zélande, Heartbreaker rencontre plus de succès et débute à la quatrième position le 10 octobre 1999 et devient numéro un la semaine suivante. Elle reste dans le classement pendant onze semaines et est certifiée disque de platine par la Recording Industry Association of New Zealand (RIANZ) pour la vente de 15 000 exemplaires,.
En Europe, la chanson rencontre du succès. En Autriche, elle entre à la 37e place et arrive en 17e position. Heartbreaker reste douze semaines dans le classement. Dans les deux régions belges, en Wallonie et en Flandre, la chanson arrive en neuvième et 27e positions et passe 19 et seize semaines dans le classement,. En France, la chanson débute à la 77e place le 9 octobre 1999. Elle arrive en quatrième place et devient le plus grand succès de Carey depuis Without You qui était arrivée en seconde place. La chanson reste dans le classement pendant 25 semaines et est certifiée disque d'or par le Syndicat national de l'édition phonographique (SNEP) pour la vente de 400 000 exemplaires. En Allemagne, Heartbreaker arrive en neuvième place et passe vingt semaines dans le classement. Le 2 octobre 1999, elle entre dans le hit-parade néerlandais à la seizième place, atteint la septième et passe 18 semaines dans le classement. En Norvège, la chanson atteint la quatorzième place et ne reste que quatre semaines dans le hit-parade. Heartbreaker entre à la trentième position du classement suédois le 7 octobre 1999. Elle atteint la 18e position et reste quatorze semaines dans le classement. En Suisse, la chanson passe 23 semaines consécutives dans le hit-parade et atteint la septième place. Au Royaume-Uni, Heartbreaker débute en cinquième position la 6 novembre 1999. Elle reste treize semaines dans le classement, jusqu'au 9 janvier 2000. Environ 190 000 exemplaires de la chanson ont été vendus au Royaume-Uni.

## Clip
Le clip est réalisé par Brett Ratner en septembre 1999. Selon Carey, le but de ce clip est de refléter les paroles de la chanson et les montrer d'un point de vue féminin. Le clip est une comédie et doit être « drôle et excitant ». La vidéo coûte 2,5 millions de dollars et est l'un des clips les plus chers. En raison du message d'émancipation des femmes et de sa nature, le clip devient un favori selon MTV. Carey déclare que deux films ont servi d'inspiration pour la vidéo, Grease et Opération Dragon. Avant de filmer la vidéo, Jay-Z ne pouvait pas y apparaître à cause d'un agrément contractuel qui ne lui permettait pas d'apparaître au moins deux semaines après le tournage de Girl's Best Friend, sa chanson du film Blue Streak. Carey pense à créer un passage en dessin animé qui a été aussitôt réalisé par l'équipe de Ratner.
Le clip commence avec Carey qui arrive dans un grand cinéma avec plusieurs amies. Alors qu'elles sont à l'entrée, elles disent à Carey qu'elles ont vu son petit ami avec une autre femme, et essaient de la convaincre de parler avec elle. Après l'avoir convaincue, elles entrent dans le cinéma et font des chorégraphies avec les employés. Alors que la musique commence, elles entrent dans la salle de projection et Carey s'assoit derrière son petit ami (Jerry O'Connell) et la femme avec qui il est et elle les regarde d'une façon méprisante. Quelque temps après, elle se dirige vers les toilettes et Carey la suit. Dans les toilettes, Carey voit la femme avec une perruque brune et des vêtements rouges. Carey l'accoste et commence à se battre avec elle. Carey bat la femme qui s'appelle Bianca et retourne dans la salle. C'est à ce moment-là qu'on entend le couplet de Jay-Z et qu'on voit les personnages animés de Carey et Jay-Z sur l'écran. Durant ce couplet, ses amies lancent du popcorn sur son petit ami qui leur en renvoie. Carey revient et s'assoit à côté de lui comme si elle était Bianca. Après qu'il a remarqué qui elle était, elle lui renverse un verre de soda et quitte le cinéma avec ses amies en rigolant.

## Interprétations scéniques

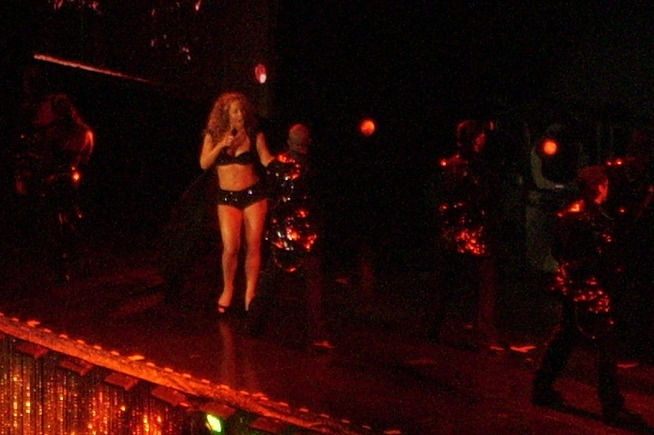
Carey interprète Heartbreaker lors des Adventures of Mimi Tour en 2006.

Pour promouvoir Heartbreaker, Carey interprète la chanson lors d'émissions télévisées et de cérémonies et lors d'une émission spéciale consacrée à elle. Intitulée The Mariah Carey Homecoming Special, c'est un mini-concert filmé à son université à Huntington. L'émission a été diffusée le 21 décembre 1999 sur Fox Broadcasting Company et Jay-Z y est présent. Carey interprète Heartbreaker et le remix aux MTV Europe Music Awards le 11 novembre 1999 à Dublin, Irlande. Pour cette prestation, Da Brat et Missy Elliott rejoignent Carey sur scène. Elle interprète la chanson à The Oprah Winfrey Show avec le duo, à Top of the Pops, Vivement Dimanche et The Today Show.
Pour promouvoir Rainbow, Carey embarque dans sa quatrième tournée, Rainbow World Tour (2000). Carey interprète la chanson à chaque concert. Derrière chaque interprétation, il y a ce combat entre Carey et Bianca lorsqu'elle chante la chanon et le remix. Carey arrive avec des gants de boxe sur scène et chante le remix. Alors qu'elle commence à se battre avec Bianca, elle la vainc et chante la version originale. Heartbreaker présente un synopsis différent lors du Charmbracelet World Tour: An Intimate Evening with Mariah Carey (2002-2003). Durant la tournée, Carey porte un bikini Swarovski et interprète la chanson et le remix. Plusieurs danseurs, musiciens et choristes sont présents durant la prestation La tournée suivante The Adventures of Mimi Tour, Heartbreaker est reprise à chaque concert. Pour la chanson, Carey porte un bikini et des chaussures Christian Louboutin. Plusieurs portent des tenues noires et exécutent des chorégraphies. Pour le concert au Madison Square Garden, Carey est rejoint par Da Brat et Jay-Z pour le remix. Durant Angels Advocate Tour, la chanson est reprise en mash-up avec Love Hangover de Diana Ross.

## Statut d'oeuvre culte et impact du remix r&b
La version r&b remix en featuring Da Brat et Missy Elliott, est également considéré comme un remix culte au niveau mondial et un des meilleurs remixes urbains de tous les temps,,,,.

## Versions
| É.U. Vinyl 1. Heartbreaker (album version) – 4:48 2. Heartbreaker/If You Should Ever Be Lonely – 4:37 3. Heartbreaker/If You Should Ever Be Lonely (Junior's Club Mix) – 10:18 4. Heartbreaker/If You Should Ever Be Lonely – 10:12 5. Heartbreaker/If You Should Ever Be Lonely (Junior's Hard Mix) – 10:19 É.U. Maxi-single 1. Heartbreaker (album version) – 4:18 2. Heartbreaker (remix) – 4:36 3. Heartbreaker/If You Should Ever Be Lonely (Junior's Club Mix) – 10:18 4. Heartbreaker/If You Should Ever Be Lonely (Junior's Club Dub) – 10:11 5. Heartbreaker/If You Should Ever Be Lonely (Junior's Hard Mix) – 10:20 É.U. CD single 1. Heartbreaker (album version) – 4:48 2. Heartbreaker (remix) – 4:37 | Vinyl 45 tours européen Side A 1. Heartbreaker (album version) – 4:18 2. Heartbreaker (remix) – 4:36 Side B 1. Heartbreaker/If You Should Ever Be Lonely (Junior's Club Mix) – 10:18 2. Heartbreaker/If You Should Ever Be Lonely (Junior's Club Dub) – 10:11 CD maxi Australie/R.U. 1. Heartbreaker (album version) – 4:18 2. Heartbreaker (remix) – 4:36 3. Heartbreaker (no rap version) – 3:20 4. Heartbreaker/If You Should Ever Be Lonely (Junior Heartbreaker Club Mix) – 10:14 |

## Crédits
Crédits issus de l'album Rainbow.
- Mariah Carey – coproduction, écriture, chant
- Jay-Z – écriture, chant
- DJ Clue – coproduction
- Narada Michael Walden – écriture
- Jeff Cohen – écriture
- Shirley Elliston – écriture
- Lincoln Chase – écriture

## Classements et certifications
| Pays                                       | Position | Certification |
| ------------------------------------------ | -------- | ------------- |
| Allemagne                                  | 9        | –             |
| Australie                                  | 10       | Platine       |
| Autriche                                   | 17       | –             |
| Belgique (Nl)                              | 27       | –             |
| Belgique (Fr)                              | 9        | –             |
| Canada                                     | 1        | –             |
| Danemark                                   | 10       | –             |
| Espagne                                    | 1        | –             |
| Europe                                     | 4        | –             |
| France                                     | 4        | Or            |
| Irlande                                    | 19       | –             |
| Italie                                     | 10       | –             |
| Japon                                      | 37       | –             |
| Norvège                                    | 14       | –             |
| Nouvelle-Zélande                           | 1        | Platine       |
| Pays-Bas                                   | 7        | –             |
| Royaume-Uni                                | 5        | –             |
| Suède                                      | 18       | –             |
| Suisse                                     | 7        | –             |
| États-Unis Billboard Hot 100               | 1        | Or            |
| États-Unis Billboard Hot Dance Club Play   | 2        | Or            |
| États-Unis Billboard Hot R&B/Hip-Hop Songs | 1        | Or            |

| Pays          | Position | Année | Période   |
| ------------- | -------- | ----- | --------- |
| Allemagne     | 70       | 1999  | 1998-1999 |
| Australie     | 50       | 1999  | 1998-1999 |
| Belgique (Fr) | 71       | 1999  | 1998-1999 |
| France        | 41       | 1999  | 1998-1999 |
| Italie        | 63       | 1999  | 1998-1999 |
| Pays-Bas      | 39       | 1999  | 1998-1999 |
| États-Unis    | 35       | 1999  | 1998-1999 |

## Compléments